# Франкёр, Франсуа
Франсуа Франкёр (фр. François Francœur; 8 августа 1698, Париж — 5 августа 1787, Париж) — французский скрипач, композитор и дирижёр, дядя Луи Жозефа Франкёра, двоюродный дед математика Луи-Бенжамена Франкёра.

## Биография
Сын скрипача Жозефа Франкёра, Франсуа начал играть в оркестре парижской Оперы в возрасте 15 лет. В 1730 году он был включён в число «24 королевских скрипок», составив в этом списке компанию своему отцу.

## Творчество
С середины 1720-х гг. начинается композиторская деятельность Франкёра — как камерная (ему принадлежит ряд скрипичных сонат), так и оперная, причём последняя на протяжении нескольких десятилетий протекала в соавторстве с Франсуа Ребелем. Из совместных работ Франкёра и Ребеля наиболее известны самая первая, «Пирам и Тисба» (фр. Pyrame et Thisbé; 1726), и «Скандербег» (фр. Scanderbeg; 1735, либретто Антуана де Ламотта).

## Карьера
В 1757 году Франкёр и Ребель, также вместе, возглавили парижскую Оперу в качестве дирижёров и руководили ею на протяжении десятилетия, несмотря на значительные трудности: на этот период пришёлся пожар 1763 г. и обострение недовольства со стороны той части публики, которая не принимала французскую оперу, полагая, что опера должна оставаться исключительно итальянской. Зато Франкёр пользовался неизменной симпатией Людовика XV, в 1760 году назначившего его королевским композитором.